# Emlenton
Emlenton è un comune (borough) degli Stati Uniti d'America, situato nello stato della Pennsylvania, diviso tra la contea di Venango e la contea di Clarion.